# Папазолис, Георгиос
Георгиос Папазолис (греч. Γεώργιος Παπαζώλης; 1725, Сьятиста — 1775, Парос, Южные Эгейские острова) — российский офицер и агент греческого происхождения, греческий революционер, один из основных инициаторов греческого восстания 1770 года («Пелопоннесское восстание»).

## Биография
Папазолис родился в городе Сьятиста, Козани, Западная Македония, где и закончил своё начальное образование. Впоследствии обосновался в Салониках, где занялся торговлей. Эмигрировал в Одессу, где продолжил свою торговую деятельность.
После неудач на торговом поприще, уехал в Санкт-Петербург. Вступил в российскую армию, где дослужился до звания артиллерийского поручика. Был дружен с братьями Орловыми. С приближением конфронтации России с Османской империей, Папазолис, имея доступ к царскому двору (через братьев Орловых) попытался повлиять на обстановку в пользу греков, убедив братьев Орловых, а через них и императрицу Екатерину, о целесообразности и возможности ведения военных операций на юге Балканского полуострова.
В 1763 году Папазолис прибыл в Венецию, а затем в Триест, с целью координации действий греков и русских в организации всегреческого восстания . В 1765 году он написал книгу, с целью ознакомления греческого населения с тактикой современной войны. Эта книга под заголовком «Учение и истолкование военного порядка и искусства», была напечатана в Венеции и распространялась во всех оккупированных османами греческих землях. Основой ей послужил российский военный устав.
С 1765 года и в последующие годы Папазолис, вместе с другими российскими агентами греческого происхождения, объехал регионы Западная Македония, Центральная Македония, Эпир, Центральная Греция и Пелопоннес, с целью согласовать с местными военачальниками и знатью планы восстания и, согласно современному английскому историку Дугласу Дакину, ведя пропаганду среди греков о возрождении Византийской империи.
Несмотря на то что реакция была не особенно обнадёживающей , Папазолис сумел заручиться согласием нескольких военачальников и знати, особенно в Западной Македонии и Мани (полуостров). Ему удалось убедить Орловых, что настало время для проведения военных операций.
Начало восстания было приурочено к Первой Архипелагской экспедиции русского флота в ходе русско-турецкой войны (1768—1774).
В феврале 1770 года немногочисленная российская эскадра (с участием Папазолиса) подошла к берегам Мани для поддержки восстания против Османской империи.
Согласно Дакину, Папазолис был скорее горячим греческим патриотом, нежели агентом на службе российских интересов. Для того чтобы ускорить события он заверил императрицу Екатерину о готовности маниатов поддержать действия русских и подделал подписи их вождей, в то время как в действительности маниаты заявили ему, что они не в состоянии вести военные действия за пределами своих гор. Таким образом с появлением немногочисленных российских кораблей у берегов Пелопоннеса, удалось сформировать только 2 легиона с ограниченным числом, в 200 и 1200 бойцов соответственно. Сам Папазолис сконцентрировал свои усилия на клефтах и арматолах горы Олимп и своей родной Македонии, с целью оказать с севера помощь Пелопоннесу. Но силы русских, против ожиданий греков, были незначительны, а силы греческих повстанцев не соответствовали обещаниям Папазолиса русским.
Последние недели восстания Дакин описывает следующим образом: «Хотя русские сделали Наварин своей базой, тысячи греческих беженцев прибывших сюда, чтобы избежать резни нашли ворота его крепостей закрытыми».
Последующие события современный греческий историк А. Вакалопулос описывает следующим образом: «неудачи повстанцев и их постоянные трения с русскими, вынудили последних сесть на корабли и оставить греков на произвол их разъяренных врагов».
Русско-турецкая война 1768—1774 годов завершилась подписанием мирного договора 10/21 июля 1774 года (Кючук-Кайнарджийский мирный договор), который Вакалопулос называет «настоящим подвигом российской дипломатии», поскольку он давал право России вмешиваться во внутренние дела Османской империи.
Несмотря на призывы Папазолиса Россия, обеспечив свои интересы, фактически оставила греков на османский произвол.
Печальный результат «национальной перипетии» 1770 года и её трагические результаты потрясли души греков, поколебали их ориентацию на Россию и разочаровали многих.
Многие военачальники и знатные люди Пелопоннеса и Македонии (такие как земляк Папазолиса старик-военачальник Зиакас) принявшие участие в восстании, были разочарованы в России и обвинили Папазолиса в авантюризме. Это рискованное предприятие, организованное в значительной степени по инициативе Папазолиса, было с одной стороны отвлекающими военными действиями в русско-турецкой войне, оплаченными греческой кровью и стало объектом используемым русской дипломатией, но с другой стороны было плохо подготовленным, с спорадическими выступлениями в греческих землях, без связи и координации.
Современный греческий историк Д. Фотиадис писал, что у восстания не было объективных предпосылок для успеха, что русско-греческие силы были малыми, без плана и организации, но несмотря на это считает восстание рубежом для последующих событий, вплоть до Греческой революции 1821 года.
Папазолис умер в 1775 году на острове Парос куда перенёс свою базу российский флот после того как оставил Наварин
.